# إلياهو مازور
إلياهو مازور هو صناعي وسياسي إسرائيلي، ولد في 1889 في بولندا، وتوفي في 24 سبتمبر 1973 في إسرائيل. نشط حزبياً في الجبهة الدينية المتحدة. وقد انتخب عضو الكنيست ‏ (11 مارس 1949 – 20 أغسطس 1951).